# Überflusswirtschaft
Als Überflusswirtschaft bezeichnet man einen Wirtschaftszustand, in dem die meisten Güter mit minimalem menschlichen Aufwand in fast unendlichem Angebot bereitgestellt werden können. Infolgedessen kann jede Nachfrage befriedigt werden, und der Wirtschaftszustand ist nicht mehr durch den Konflikt zwischen unbegrenzten Bedürfnissen der Wirtschaftssubjekte einerseits und den begrenzt verfügbaren Ressourcen andererseits gekennzeichnet. In einer Überflusswirtschaft kann es allerdings bedingt noch Knappheit geben: notwendig ist nur, dass alle Mitglieder der Gesellschaft ohne großen Aufwand ihre Grundbedürfnisse erfüllen können, sowie einen erheblichen Teil ihrer Wünsche nach Waren und Dienstleistungen.
Grundlage einer Überflusswirtschaft wäre die unbegrenzte Verfügbarkeit von Ressourcen, ggf. die unbegrenzt mögliche Umwandlung von Ressourcen (etwa durch Replikatoren), was näherungsweise zu unbegrenzter Verfügbarkeit von Ressourcen führen könnte. Da dieser fundamentale Faktor bis heute nicht gegeben ist, gilt Überflusswirtschaft noch als Utopie.
Einen ideologischen Gegensatz zur Überflusswirtschaft stellt die Stationäre Wirtschaft dar.

## Modelle

### Spekulative Technologie
Zukunftsforscher, die heute von „post-scarcity“ (etwa Postknappheit, dem Wirtschaftszustand einer Überflusswirtschaft) sprechen, konzipieren oft Volkswirtschaften, in denen die automatische Manufaktur, etwa mittels autonomer mobiler Roboter, dazu führt, dass theoretisch alle Waren im Überfluss produziert werden können, sofern genügend Rohstoffe und Energie vorhanden sind. Auch spekulative Formen der Nanotechnik, wie zum Beispiel molekulare Assembler oder Nanofabriken, könnten im Prinzip alle gewünschten Waren (anhand entsprechender Anweisungen und soweit die Verfügbarkeit von Rohstoffen und Energie gegeben ist) im Überfluss produzieren; diese Vorstellung bringt viele Nanotechniker dazu, Hypothesen über eine Überflusswirtschaft aufzustellen. In Hinsicht auf die nähere Zukunft werden auch Vermutungen darüber geäußert, dass die Automatisierung der körperlichen Arbeit durch Industrieroboter zu einer Überflusswirtschaft führen könne.
Andere Vorstellungen der Überflusswirtschaft beruhen auf zunehmend vielseitigen Formen des Rapid Prototyping, sowie hypothetischen autoreplikativen 3D-Druckern (siehe: RepRap). Adrian Bowyer, Befürworter von autoreplikativen Maschinen und Erfinder des RepRap, behauptet, dass der Verkaufspreis von autoreplikativen Maschinen die langfristige Preisuntergrenze nicht überschreiten werde, da jeder Käufer eine unendliche Menge an weiteren autoreplikativen Maschinen auf den Markt bringen könne und der Preis somit auf ein Minimum gedrückt werde (siehe: Gleichgewichtspreis). Gleiches gelte folglich für alle anderen Produkte, die mit Hilfe von autoreplikativen Maschinen hergestellt werden können.
Trotz einer voll automatisierten Produktion bliebe die Menge an produzierten Waren durch die (begrenzte) Verfügbarkeit von Rohstoffen und Energie, sowie von jeglichen Auswirkungen auf die Umwelt durch die Industrie, begrenzt. Befürworter des technologischen Überflusses kämpfen oft darum, erneuerbare Energien stärker zu Nutzen und mehr zu recyclen, sodass eventuellen Engpässen an Energie und Rohstoffen entgegengewirkt werden kann und um Umweltschäden auf ein Minimum zu begrenzen. Speziell die Solarenergie wird hier immer relevanter, da die Kosten für Solarzellen sinken und in Zukunft auch weiter sinken könnten – besonders dann, wenn man sie von autoreplikativen Maschinen produzieren lassen sollte.
Des Weiteren wird hin und wieder auch über Rohstoffe aus dem All diskutiert. Asteroidenbergbau, zum Beispiel, könnte der Knappheit von Metallen, wie zum Beispiel Nickel, entgegenwirken. Zu Beginn müsste der Asteroidenbergbau eventuell noch von Menschenhand ausgeführt werden; Befürwörter haben aber die Hoffnung, dass der Abbau von Metallen dann zeitnah auch von autoreplikativen Maschinen übernommen werden kann. In diesem Fall, würde sich der Investitionsaufwand auf eine einzige autoreplikative Maschine (ob Roboter oder Nanotechnologie ist hier irrelevant) begrenzen. Die Anzahl der möglichen Kopien, die diese Maschine dann herstellen könnte, wäre lediglich von der Verfügbarkeit der benötigten Rohstoffe abhängig.

### Marxismus
Karl Marx erwartete in dem später als „Maschinenfragment“ bekannt gewordenen Abschnitt aus seinen Grundrissen der Kritik der politischen Ökonomie, dass der Übergang in eine postkapitalistische Gesellschaft, zusammen mit zunehmender Automatisierung, eine erhebliche Reduktion der für die Erfüllung menschlicher Grundbedürfnisse benötigten Arbeitskraft ermöglichen würde. Folglich werde die Gesellschaft irgendwann den Punkt erreichen, an dem „die Surplusarbeit der Masse [aufhört], Bedingung für die Entwicklung des allgemeinen Reichtums zu sein“ (Grundrisse VI, S. 601), sodass alle Individuen erhebliche Mengen an Freizeit hätten, um der Wissenschaft, der Kunst oder kreativen Aktivitäten nachzugehen; diesen Wirtschaftszustand haben einige spätere Kommentatoren als „post-scarcity“ bezeichnet. Nach Marx beruhe der Reichtum einer kapitalistischen Gesellschaft – einer Gesellschaft, die ihren Wachstum der Akkumulation verdankt – auf der Ausbeutung fremder Mehrarbeit, wohingegen eine postkapitalistische Gesellschaft „die freie Entwicklung der Individualitäten“ erlauben würde:

„Und daher nicht das Reduzieren der notwendigen Arbeitszeit, um Surplusarbeit zu setzen, sondern überhaupt die Reduktion der notwendigen Arbeit der Gesellschaft zu einem Minimum, der dann die künstlerische, wissenschaftliche etc. Ausbildung der Individuen durch die für sie alle freigewordne Zeit und geschaffnen Mittel entspricht.“

Unter der Marx'schen Vorstellung einer kommunistischen Gesellschaft würde der Reichtum, den die Automatisierung ermöglicht, zur freien Distribution von Gütern führen. Als Vorgänger der voll entwickelten kommunistischen Gesellschaft postulierte Marx den Sozialismus – eine Wirtschaftsform die kapitalistische Akkumulation durch Vergesellschaftung ersetzt. Der Sozialismus solle den Fortschritt mittels zunehmender Automatisierung und zunehmend freier Distribution ermöglichen, bis hin zu einem voll entwickelten Kommunismus.

### Post-Scarcity Anarchism
Murray Bookchin entwarf in seiner 1971 Essaysammlung Post-Scarcity Anarchism (dt.: Anarchismus nach der Knappheit) eine Volkswirtschaft, die auf sozialer Ökologie, libertärem Kommunalismus, und dem Reichtum von fundamentalen Ressourcen beruht. Dabei stellt er die These auf, dass sich postindustrielle Gesellschaften zu post-scarcity Gesellschaften herausbilden ließen. Nach Bookchin würde eine solche Entwicklung „die Erfüllung sozialer und kultureller Potentialitäten [ermöglichen], die in der Überflusstechnologie latent sind“.
Des Weiteren behauptet Bookchin, dass die erweiterte Industrie, die vom technischen Fortschritt im 20. Jahrhundert ermöglicht wurde, den Profit zuungunsten von Menschen und der ökologischen Nachhaltigkeit verfolge. Die Akkumulation dürfe man nicht mehr als erforderliche Voraussetzung für die Befreiung betrachten, und Konzepte wie der Staat, sozialer Status oder politische Parteien seien nicht mehr nötig, sondern lediglich Hindernisse, die dem Kampf um die Befreiung der Arbeiterklasse im Weg liegen.